# Analiza kluczowych czynników sukcesu
Analiza kluczowych czynników sukcesu – jedna z metod analizy potencjału strategicznego organizacji. W przeciwieństwie do innych metod, koncentruje się ona tylko na tych zasobach organizacji, które przyczyniają się do jej rozwoju i konkurencyjności względem innych organizacji. Te zasoby są określane mianem kluczowych czynników sukcesu. To one wskazują silne i słabe strony organizacji, a także warunkują jej możliwości rozwojowe.
Metoda ta opiera się w dużym stopniu na „zasadzie 20-80” sformułowanej przez V. Pareto. Według tej zasady, nie należy badać wszystkich czynników sukcesu, a jedynie wybrać 20% tych czynników, bo tylko te będą w decydujący sposób, bo aż w 80%, odpowiadać za sukces czy porażkę. To właśnie te czynniki powinny stać się przedmiotem dokładnej analizy.

## Etapy badania
1. Określenie listy kluczowych czynników sukcesu. Etap ten rozpoczyna się identyfikacją sektora organizacji. Następny krok to ustalenie grup kluczowych czynników, a w dalszej kolejności ich uszczegółowienie i przyjęcie zgodnego z kontekstem konkurencji oraz wiekiem sektora zbioru kluczowych czynników sukcesu organizacji.
2. Ocena kluczowych czynników i wyznaczenie rzeczywistej ich wartości. Jest to najtrudniejszy etap tej metody i obejmuje następujące kroki badawcze:
- ustalenie wag dla poszczególnych czynników,
- dokonanie rozłącznej oceny czynników,
- wyznaczenie rzeczywistej wartości czynników

3. Ustalenie silnych i słabych stron organizacji. Ten etap zawiera w sobie dwie czynności: ustalenie końcowego wyniku oceny i jego interpretacja na skali ocen, a także analizę mocnych i słabych stron organizacji.
Zastosowanie metody w procesie planowania strategicznego daje podstawę, przez ocenę organizacji i jej odniesienie do konkurentów, do ustalania jej pozycji strategicznej. Analiza ta pozwala również na dobrą ocenę jej potencjału strategicznego, co może przyczynić się do prawidłowego sformułowania wiązki celów strategicznych.